# Krokvattnet (Högsäters socken, Dalsland, 650602-128637)
Krokvattnet är en sjö i Färgelanda kommun i Dalsland och ingår i Örekilsälvens huvudavrinningsområde.